# Herbert Ringer

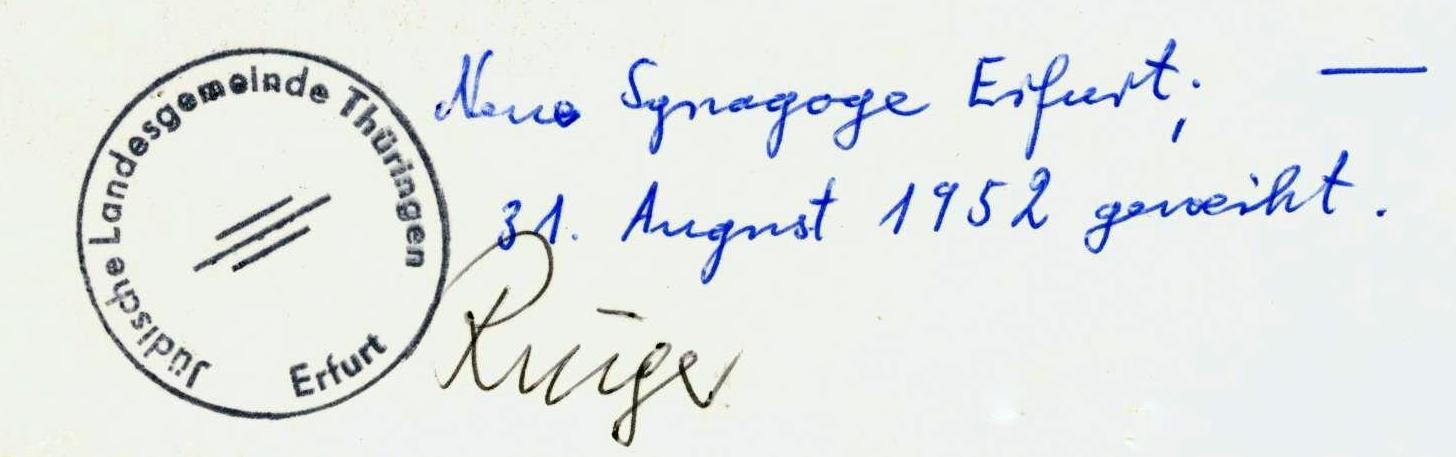
Autograph von Herbert Ringer auf der Rückseite eines Fotos der Synagoge

Herbert (Chajim ben Awraham Josef) Ringer (* 10. Februar 1905 in Breslau; † 4. Juli 1988 in Erfurt) war als ein jüdischer Verfolgter des Nationalsozialismus und nach seinem Vorgänger Max Cars Vorsitzender der Jüdischen Landesgemeinde Thüringen.

## Leben
Herbert Ringer kam als Überlebender der Shoa nach Erfurt und beteiligte sich an der Sammlung einer wieder gegründeten jüdischen Gemeinde, deren Vorsitzender Max Cars war. Seit 1947 war Ringer der Repräsentant der Jüdischen Gemeinde Erfurt. Als solcher pflegte er Kontakte zu konfessionell-christlichen Gemeinschaften und Institutionen. In Zeitungsartikeln und mit Vorträgen machte er das neu beginnende jüdische Leben bekannt.
Nach dem Tod von Max Cars war er von 1961 bis 1985 Vorsitzender des Landesverbandes der jüdischen Gemeinden in Thüringen bzw. formell ab 1981 der Jüdischen Landesgemeinde Thüringen. Außerdem war er von 1962 bis 1985 Vizepräsident des Verbandes der Jüdischen Gemeinden in der DDR.
Ringer gehörte der Sozialistischen Einheitspartei Deutschlands (SED) an.
Herbert Ringer war verheiratet mit Luise geborene Jäckel (geboren 25. Dezember 1904; gestorben 26. September 1973).

## Ehrung
- Auszeichnung mit dem Vaterländischen Verdienstorden der DDR in Silber